# Кемпински, Том
Томас Майкл Джон Кемпински (англ. Thomas Michael John Kempinski, 24 марта 1938, Лондон — 2 августа 2023) — английский драматург и актёр, наиболее известный своей пьесой 1980 года «Дуэт для солиста», которая имела большой успех в Лондоне и Нью-Йорке и с тех пор вновь набрала популярность. Кемпински также написал сценарий для киноверсии «Дуэта для солиста». Кроме того, он нечасто появлялся в многочисленных британских телешоу, включая Dixon of Dock Green и Автомобили Z.

## Биография
Кемпински родился в Хендоне и получил образование в школе Абингдон с 1951 по 1956 год. В 1957 году он получил крупную стипендию по современным языкам в колледже Гонвилл-энд-Киз в Кембридже, но потерпел неудачу и ушёл всего через десять недель.
Он был женат на актрисе Фрэнсис де ла Тур, на актрисе Маргарет Нолан с 1967 по 1972 год и на адвокате Саре Тингей с 1991 года.
В 1967 году Кемпински сыграл главную роль в опере Чарльза Вуда «Динго» в Королевском придворном театре.

## Избранная фильмография (в качестве актёра)
- Проклятые (1962) — Тед
- Do Be Careful Boys (1964) — (голос)
- Отелло[англ.] (1965) — Моряк / Сенаторы-Солдаты-Киприоты
- Незнакомец в доме[англ.] (1967) — продавец-консультант (в титрах не указан)
- Шептуны (1967) — 2-й молодой человек
- Миссис Браун, у вас прекрасная дочь[англ.] (1968) — Хобарт
- Комитет[англ.] (1968) — Жертва
- Moon Zero Two[англ.] (1969) — 2-й офицер
- Вкус волнения[англ.] (1969) — Офицер полиции Франции
- Praise Marx and Pass the Ammunition (1970) — Дизайнер
- Расплата[англ.] (1970) — Бранзи
- Доктор в беде[англ.] (1970) — Стедман Грин
- The McKenzie Break[англ.] (1970) — лейтенант Шмидт
- Сыщик (1971) — Психиатр
- Adult Fun (1972) — Полицейский в штатском